# Удица
Удица је предмет којим се лови риба, било заглављивањем у њиховим устима, или, што је ређе, качењем за тело рибе. Рибари вековима користе удице да би ловили слатководне и морске рибе. 2005. године, „Фобрс“ је уврстио удицу међу 20 главних алата у историји човека. Удице су углавном закачене за неку врсту најлона за пецање или мамац који повезује уловљену рибу са рибаром. У свету риболова постоје разне врсте удица. Величине, дизајни, облици и материјали се сви разликују у зависности од планиране сврхе удице. Удице се производе у разне сврхе, од уобичајеног пецања до ограничених и специјализованих апликација. Удице су направљене тако да држе разне врсте вештачног, обрађеног, мртвог или живог мамца, и представља подлогу за лажне представе рибине ловине; или су закачене за друге уређаје који представљају ловину.

## Историја
Удицу или неки сличан предмет је највероватније човек правио и користио много хиљада година. Најстарији пронађени примерци удица су из Палестине, из периода око 7000. године пре нове ере. 2011. године, археолози су у пећини Џерималај у Источном Тимору пронашли најстарију удицу на свету, удицу од шкољке стару између 16.000 и 23.000 година. Рана писана референца која се односи на удицу је пронађена заједно са референцом о Левијатану у Књизи о Јову, 41:1 (око 2000. године пре нове ере); „Можеш ли левијатана удицом извадити?“ Удице су прављене од разнх материјала, међу којима су дрво, животињскеили људске кости, рога, шкољке, камена, бронзе, метала, све до данашњих материјала. У много случајева, удице су прављене од неколико материјала да би учврстио снагу и добре особине сваког материјала. Норвежани су све до 1950-их година користили клекино дрво да би правили удице за манић. Квалитетне металне удице су се у Европи појавиле у 17. веку, и тада прављење удица почиње да буде задатак специјалиста.

## Анатомија и конструкција
Делови удице су: њен врх - оштар крај који пенетрира уста или месо рибе; бодља - продужетак у супротном правцу у односу на врх који осигурава да се риба неће откачити; око - крај удице који је повезан са најлоном за пецање или мамцем; лук и врат - део удице који повезује врх и око; и отвор - раздаљина између дршке и врха. У много случајева, удице се описују користећи ове називе за њене делове. На пример: широки размак, 2X дуга дршка, туп врх, удица за мамац са оком окренутим надоле.
Савремене удице се сада углавном праве од високоугљеничног челика легираним ванадијумом, или од нерђајућег челика, у зависности од њене сврхе. Већина квалитетних удица је прекривена неким слојем који не кородира. Отпорност на корозију је важна не само док се удица користи, посебно у сланој води, већ и током њиховог складишења. Такође, премазивање овим додатним слојем користи као се додавање боје и даје естетску вредност удици. У најмању руку, удице направљене за коришћење у сланој води се премазују провидним лаком, мада могу бити премазане златном, никлованом, тефлонском, лименом и другим бојама. Мастад, на пример, производи удице у 6 боја, међу којима је и црна.

## Врсте удица
Постоји велики број разних врста удица. На најмањем нивоу, постоје удице за мамац, удице за мушичарење и удице за најлон. У оквиру тих општих категорија постоји велики број врста убица осмишљених у различите сврхе. Врсте удица се разликују по облику, материјалу, врху и бодљи, а врста ока зависи искључиво од њене сврхе. Када се дизајнирају индивидуалне врсте удица, посебне карактеристике сваког дела удице се дизајнирају у односу на начин пецања за који ће се користити. На пример, нежна удица за суво мушичарење се прави од танке жице са суженим оком зато што је тежина у овом случају вема важан фактор. С друге стране, Карлис или Абердин удице за мамце од лаке жице користе танку жицу да би смањиле изазивање повреде мамцу, док тежина овде није кључан фактор, те се не користи сужено око. Многи фактори утичу на дизајн удице, а међу њима су отпорност на корозију, тежина, снага, уфикасност качења, да ли се удица користи за посебну врсту мамца, са посебном врстом најлона или за различите стилове мушичарења. За сваку врсту удице, постоје оквири прихватљивих величина. За све врсте удица, величина варира од 32 (најмање) до 20/0 (највеће).

### Облици и имена
Облици и имена удица се разликују као што се и саме рибе разликују. У неким случајевима, удице се идентификују својим традиционалним или историјским именом, као на пример, Абердин, Лимерик или О'Шогнеси. У другим случајевима, удице се идентификују или носе у називу једну или више својих физичких карактеристика. Неки произвођачи једноставно дају бројеве својих модела удица и укратко опишу када се користи, те наводе њене карактеристике. На пример:
- „Орлова канџа“: 139 је држач за мамце, офсет, око надоле, два парчета, средња жица
- „Ласерски оштра“: L2004EL је морска кружна удица, широк отвор, није офсет, прстенасто око, лака жица
- „Мастад модел“: 92155 кљунаста удица за мамац
- „Мастад модел“: 91715D је О'Шонеси џиг удица, са углом од 90 степени
- „ТМЦ модел 300“: трака D/E, 6XL, тешка жица, бронза
- „ТМЦ модел 200Р“: Нимфа и равно око за суво мушичарење, 3XL, стандардна жица, полуспуштен врх, бронза

Облик дршке удице може да варира од равних до разних савијених, преломљених или увијених. Ови различити облици потпомажу у неким случајевима лакшу пенетрацију удице у тело или уста рибе, код имитација мушица, а потпомажу и снагу задржавања мамца. Многе удице које се користе да држе мртав или вештачки мамац имају раздвојени врат који прави бодљу ради боље пенетрације у рибу. Описи удица могу да садрже и дужину дршке као стандардну, додатно дукачку, 2XL, кратку, и тд., и величине жице као што су фина жица, додатно тешка, 2X тежа, и тд.

#### Обичне, дупле и троструке удице
Удице су дизајниране као обичне удице, са једним оком, једним вратом и једним врхом; дупле удице — једно око са два врата и два врха; или троструке удице — једно око са три врата и равномерно распоређеним врховима. Дупле удице се праве од једног истог парчета жице и могу, а и не морају имати своје вратове спојене због веће снаге. Троструке удице се праве додавањем једне удице без ока на дуплу удицу, па се затим сва три врата спапају заједно. Дупле удице се користе за неке вештачке мамце, и то су удице које се традиционално користе за мушице којим се лови атлантски лосос, мада се генерално не користе много. Троструке удице се користе за разне врсте вештачких мамаца, као и правих мамаца разних врста.

#### Облици и имена удица за мамац
Облици и имена удица за мамац су Лососово јаје, Кљун, О'Шогнеси, Држач мамца, Ајкулина удица, Абердин, Карлисл, Шаран кука, Тунин круг, Циркуларна удица, Дуги врат, Кратки врат, J удица, удица-хоботница И Џоби удица за велики лов.

#### Облици и имена удица за мушице
Имена удица за мушице су Спроут, Снек, Лимерик, Кендал, Викинг, Капетан Хамилтон, Барлит, Пливајућа нимфа, Савијена леђа, Савршенство модела, Кил, и Кинк-дршка.

### Врхови и бодље
Врх удице је вероватно најбитнији део удице. Он мора пенетрирати у рибу и осигурати да буде уловљена. Врста врха и његова дужина утичу на то колико добро ће сама удица пенетрирати у рибу. Бодља утиче на то колико дубоко ће врх пенетрирати, колико притиска је потребно за њену пенетрацију и на крају, снагу држања удице. Врхови удица се оштре механички или хемијски. Неке удице немају бодљу. Историјски, многе античке удице су биле без бодље, али се данас удице без бодље користе да би се уклаљање удице и пуштање рибе учинило мање стресним по рибу. Врхови удица се такође описују и кроз њихову удаљеност од врата удице. Увијена удица има размак налево, раван врх и нема размак, а наопака удица има размак надесно.
Удицама треба управљати са пуно пажње, с обзиром да се за њу може закачити и сам корисник. Ако се бодља удице завуче дубоко у прст, извлачење удице ће поцепати месо. Постоје три методе за вађење удице. Прва захтева сечење меса да би се удица извадила. Друга захтева сечење ока удице, а затим гурање остатка удице кроз месо, а трећа захтева примену притиска на врат удице према месу приликом чега се удица прилагођава већ направљеној рупи у прсту; удица се овом методом вади из прста истом путањом којом је у прст и ушла.

#### Врсте врхова удица
Врхови удица се углавном називају овим именима: иглени врх, умотан, шупљи, копље, кљун, мини-удица, полу-савијена и ивица ножа. Нека друга имена врхова удица се користе за брендирање од стране произвођача.

### Очи
Око удице, мада неке удице чак и немају око, је тачка у којој се врх удице повезује са линијом. Дизајн ока удице служи углавном или за снагу и тежину или за презентацију. Постоје различите врсте ока на удицама. Типичне врсте ока садрже око у облику ока или прстена, лемљено око је потпуно затворено, запушено око које смањује тежину, кружно око се традиционално налази на удицама за мушичарење лососа, иглено око, крај у облику копља нема ока уопште, већ спљоштену површину која дозвољава везивање снел чвора на удицу. Очи удице се такође могу налазити на различитим местима, три најчешћа начина су окренуто ка врату, надоле или право.

### Величина
Не постоје интернационално признати стандарди за удице, тако да се величина разликује од произвођача до произвођача. Међутим, у оквиру спектра удица једног произвођача, величине су стандардивозане.
Величине удица се углавном дефинишу нумеричким системом који поставља удицу величине 1 у средини скале величина. Мање удице се објашњавају великим целим бројевима (на пример, 1, 2, 3...). Веће удице се обележавају растућим целим бројевима које прати коса црта и нула (на пример, 1/0, 2/0, 3/0...) онако како расте и њихова величина. Бројеви представљају релативне величине, углавном се повезују са отвором (раздаљина од врха до врата). Најмања доступна величина је 32, а највећа 20/0.

## Галерија
- Плутајућа удица за црва (удица за вештачки мамац)
- Удица за црве (удица за вештачки мамац)
- Велика 4/0 слатководна Требл удица
- Морска Џиг удица
- Црвена удица за мамац
- Кил мушичарска удица
- Морска удица повијена уназад

## Произвођачи удица
| Произвођач                 | Локација                                    | Имена брендова           | Врсте                                                                   |
| -------------------------- | ------------------------------------------- | ------------------------ | ----------------------------------------------------------------------- |
| О. Мустад и син            | Норвешка                                    | Мустад                   | Све врсте слатководних, морских, спортских и комерцијалних удица.       |
| Тиемко, Инк.               | Јапан                                       | TMC                      | удице за мушице                                                         |
| Гаматсу                    | Јапан                                       | Гаматсу                  | Све врсте слатководних, морских, спортских и комерцијалних удица.       |
| Рајт и Мегрил Ко.          | Сједињене Америчке Државе                   | Игл Клоу, Лејзер Трокар  | Све врсте слатководних, морских, спортских и комерцијалних удица.       |
| Англерс спортска група     | Сједињене Америчке Државе                   | Даичи, Тру-Трн, Експоинт | Удице за мушичарење, спортске удице                                     |
| Оунер америчка корпорација | Сједињене Америчке Државе                   | Оунер                    | Све врсте слатководних, морских, спортских и комерцијалних удица.       |
| Рапала ВМЦ                 | Финска                                      | ВМЦ                      | Удице за живе и вештачке мамце, троструке удице                         |
| Партрич Редича             | Енглеска (У власништву ФишингМетерс Лтд.-а) | Партрич                  | Све врсте слатководних, морских, спортских и комерцијалних удица.       |
| Бастар мамци Ко.           | Сједињене Америчке Државе                   | Спинтек удице            | Све врсте слатководних, морских, спортских и комерцијалних удица.       |
| M-арт ково                 | Чешка република                             | M-арт                    | Удице за мушичарење и лов на слатководну рибу, мале серије по наруџбини |